# 蓟花
蓟花或蓟（英語：Thistle）是一类被子植物的通称，其特征是叶子边缘有尖锐的利刺且大部分属于菊科。利刺也有可能出现在蓟的整个植株上，例如茎部或叶部平坦的部分。这种利刺是蓟的适应性进化，以保护自己不被植食性动物吃掉。通常，蓟的每个花头都有一个类似瓮状或杯状的总苞。成熟蓟花那典型的羽毛状冠毛被称为蓟绒。蓟花的利刺相对数量因品种不同而具有差异化，例如：堆心蓟的刺极少而毛毡蓟则刚好相反；通常，适应干燥环境的蓟有更大的刺。蓟一词有时准确地特指飞廉亚族植物，特别是指飞廉属、蓟属和大翅蓟属植物；但有时该族之外的植物有时也被称为蓟。

## 使用
莫德·格里夫记载了普林尼和中世纪作家认为它能使秃头的头发重新生长，并且在近现代时期，人们曾认为它是治疗头痛、瘟疫、癌症疮、眩晕和黄疸的方法。

### 烹饪
在葡萄牙的比拉地区，蓟花被用于制作奶酪，作为凝固牛奶的酶源。"埃斯特雷拉山脉"不仅是该国的一座山脉的名称，"埃斯特雷拉山"也是一种由羊奶制成的最受欢迎的奶酪之一。

### 经济意义
蓟花，即使将术语限定为菊科植物，也是一个变化多样的群体，不适合概括性描述。其中许多是讨厌的杂草，包括一些蓟属、蓟麦属、水飞蓟属和蓟宿属的入侵物种。典型的负面影响是与农作物竞争以及在牧场中干扰放牧，密集的刺状植被生长抑制了饲草植物的生长，并阻止了牧食动物食用蓟花植物或相邻的饲草。尽管并不是剧毒的物种，但有些物种会影响吞食大量材料的动物的健康。
属蓟属包括对洋蓟和一些被视为主要杂草的物种，这些物种是商业上重要的蔬菜凝乳酶的商业来源，用于商业奶酪制作。同样，一些作为杂草存在的水飞蓟属物种也因其产生蔬菜油和药用化合物（如水飞蓟素）的种子而被培育。
其他被名义上视为杂草的蓟花是重要的蜜源植物，既可以作为蜜蜂的饲料，又可以作为豪华的单花蜜产品的来源。